# Agostino Carollo
Agostino Carollo (Rovereto, 8 giugno 1966) è un compositore, produttore discografico, disc jockey e cantante italiano, proprietario della casa discografica Everness, conosciuto nel mondo della musica con lo pseudonimo di DJ Redblack ed anche con vari altri pseudonimi tra cui X-Treme, Ago, House Of Paper, DJ B3LFAST, DJ Rikituki, Spankox, Eyes Cream e Tino Augusto DJ. È un artista internazionale della Universal Music. Su Spotify ha oltre 1 milione di ascoltatori unici al mese ed è il musicista trentino più ascoltato al mondo.

## Biografia
Il suo brano Sarà Perché Ti Amo, pubblicato in tutto il mondo dalla Electrola - Universal Music Gmbh, anche in versione Stereoact Remix, ha ottenuto oltre 28 milioni di stream su Spotify (dato aggiornato al 4 marzo 2024), raggiungendo i vertici delle classifiche discografiche in vari Paesi, tra i quali Germania, Italia, Austria, Belgio, Slovacchia, Repubblica Ceca, Polonia e molti altri. 
Con JXL e Paul Oakenfold è uno dei tre remixer di Elvis Presley e il primo al mondo ad avere realizzato un intero album di remix con il supportoufficiale della famiglia del Re del Rock, Re:Versions, presentato davanti a migliaia di fan a Graceland. Il primo singolo estratto dall'album, Baby Let's Play House (Spankox Remix), pubblicato dalla Sony Music nel 2008, ha riportato Elvis ai vertici delle classifiche di vendita in tutto il mondo.
Agostino Carollo ha creato hit mondiali come To The Club, vero e proprio inno della dance music internazionale, Fly Away (Bye Bye), con cui nel 2000 ha conquistato il primo posto della classifica Dance Club Songs Billboard USA con lo pseudonimo di Eyes Cream, Love Song, Top 10 in Italia e in molti Paesi europei pubblicata sotto lo pseudonimo di X-Treme e portata ai vertici delle classifiche in Germania anche nella versione incisa nel 2002 dai Right Said Fred, Put On Your Red Shoes e Tell Me Where You Are pubblicate con il suo nickname Ago. Ha prodotto e remixato brani per artisti come Snap!, Roxette, Vasco Rossi e collaborato con Gigi d'Agostino, Mungo Jerry, Boy George, Suzi Quatro, Miguel Bosé e molte altre star della musica.
La sua produzione intitolata Wrong In The Right Way, cantata dalla superstar iberica Miguel Bosé e composta interamente da Agostino Carollo è stata inclusa nell'album Papitwo (Warner Music) dell'artista spagnolo.
Nel 2012 il brano Makaroni di Spankox feat. Yunna è stato trasmesso quotidianamente nel programma radiofonico Lo Zoo di 105 su Rete 105 Network e nell'estate del 2013 raggiunge la Top 10 della classifica dance ufficiale tedesca Dance 50 Chart Deutschland.
Agostino Carollo ha esordito nel mondo del cinema come attore e produttore del film Miami II Ibiza. La colonna sonora del film è stata interamente realizzata e prodotta da Carollo.
Nonostante il suo impegno principale oggi siano le produzioni, Carollo continua a girare il mondo realizzando sue performance come DJ nei club e creando innovativi live show che uniscono la musica e l'arte come il Gran Ballo Della Città, svolti nel 2017 anche a Londra e New York.
Agostino Carollo è anche produttore, organizzatore e direttore artistico di molti eventi di spettacolo in Italia e all'estero. Tra questi, ha prodotto Vivalago ed EX, festival di Musica & Arte.
Ad aprile 2013 viene pubblicato il videoclip del suo remix ufficiale di L'uomo più semplice, il nuovo singolo di Vasco Rossi. Ago Carollo aveva anche remixato con lo pseudonimo di X-Treme Ti Prendo E Ti Porto Via di Vasco Rossi nel 2001.
Nel 2013 si candida come presidente della provincia autonoma di Trento creando la propria lista Ago Carollo non collegata ad alcun partito. La lista Ago Carollo è la prima nella storia dell'autonomia trentina con prevalenza di candidati di sesso femminile: 18 donne e 11 uomini. Il 27 ottobre ottiene lo 0,33% (829 voti, di cui solo al presidente 36), classificandosi undicesimo.
A novembre 2013 riceve a Las Vegas (USA) la Nomination ai Latin Grammy Awards (album del anno) come produttore, compositore e artista co-interprete per il brano Wrong In The Right Way incluso nell'album Papitwo di Miguel Bosé.
Il 17 marzo 2014 viene pubblicato da Gresham Records l'album Reloved, il primo album di brani remixati dei The Beatles, prodotto da Ago Carollo.
Il 7 giugno 2014 esce Joga A Bola, nuovo singolo di Spankox autoprodotto dalla Everness Records.
Il 12 settembre 2014 esce l'album Elvis Presley - Relive, autoprodotto dallo stesso Ago Carollo.
Il 12 maggio 2015 è pubblicata la nuova edizione XL dell'album The Beatles - Reloved.
Il 21 giugno 2016 Ago Carollo pubblica sulla sua etichetta Everness il nuovo brano Will Grigg's On Fire con lo pseudonimo di DJ B3LFAST. Il brano raggiunge la Top 20 delle vendite in molti Paesi europei e conquista la posizione 73 della classifica generale dei brani più scaricati da iTunes in tutto il mondo. In Germania il brano raggiunge la posizione 17 della classifica generale ufficiale dei brani più scaricati da iTunes. Nella classifica Global Viral Top 50 di Spotify raggiunge la posizione 3.
A settembre 2016 Ago Carollo pubblica con lo pseudonimo di DJ Rikituki una versione dance da lui stesso prodotta e cantata di un brano scritto da un comico giapponese, Pikotaro: PPAP (Pen Pineapple Apple Pen). La versione di Ago, approvata da Pikotaro, raggiunge la posizione n. 3 della Global Viral Chart Top 50 di Spotify.
Ad ottobre 2016 la casa discografica olandese Armada Music, di proprietà di Armin Van Buuren, pubblica la nuova edizione del brano To The Club di Spankox, comprendente nuovi remix, con un nuovo video girato a Brighton, in Inghilterra. La pubblicazione riceve numerose positive recensioni e diventa una delle priorità della Armada Music.
Grazie a un accordo con la Roy Orbison Estate, esce in tutto il mondo a gennaio 2017 per l'etichetta Everness il singolo Oh, Pretty Woman (Spankox Remix), primo remix ufficiale della celebre canzone di Roy Orbison.
A ottobre 2017 su Armada esce To The Club (Hoox Remix) di Spankox. Il brano diventa rapidamente una delle club hits dell'autunno ed è suonato da alcuni dei più celebri DJ del mondo, tra i quali: David Guetta, Sander Van Doorn, W&W, Dimitri Vegas & Like Mike, Fedde Le Grand. Nel corso del 2018 Hardwell include il brano in quasi tutti i suoi set e lo include nella raccolta di fine anno Hardwell presents Revealed Vol. 9.
L'11 maggio 2018 esce su Everness il singolo Bella Ciao (Remix) di House Of Paper. Il disco raggiunge la posizione 52 delle vendite su iTunes in Germania rimanendo in classifica per oltre un mese. Bella Ciao (Remix) di House Of Paper è uno dei brani più ballati in tutti i club del mondo e a gennaio 2019 entra alla posizione 54 della Top 100 di iTunes Spagna.
Dal 23 novembre 2018 al 6 gennaio 2019 Ago Carollo realizza a Rovereto in Trentino Alto Adige la manifestazione FestivalNatale. Durante il FestivalNatale, al quale prendono parte anche celebri artisti come Biondo e DrefGold, Ago Carollo si esibisce quotidianamente come DJ per oltre un mese.
Alla fine della manifestazione l'ente appaltatore (Comune di Rovereto) contesta la sensibile differenza tra quanto riportato nel programma usato per vincere il bando e quanto poi effettivamente realizzato (erano stati promessi artisti del calibro di J-Ax, Bob Sinclar, Maneskin, The Kolors, Gianluca Vacchi, Giusy Ferreri, Skin, Sfera Ebbasta, Eiffel 65, The Cube Guys, Andrew John Fletcher dei Depeche Mode) e dimezza il compenso dovuto per l'organizzazione dell'evento. Carollo ricorre al TAR contro questa decisione perdendo contro il Comune di Rovereto che gli chiederà successivamente i danni.
Il 31 dicembre 2018, da New York, Ago Carollo si esibisce in diretta su Facebook con il suo nuovo progetto Electronic Classical Orchestra, che unisce improvvisazione jazz, elettronica e strumenti classici.
Il 21 novembre 2019 perde il contenzioso col comune di Trento sull'organizzazione dei mercatini di Natale, che aveva tentato di bloccare presentando una richiesta di sospensiva, venendo anche condannato al pagamento delle spese processuali delle controparti.

## Discografia
- 19
- A Minute
- Another One Bites The Dust
- Come Vasco Rossi
- Dancing
- Deeboudaebeedoee
- Everything
- Flaunt It
- Fly Away (Bye Bye)
- Fly High
- Happy Children
- Hip Whoop
- Hypnotika
- I'm Your Boogie Man
- It's Smoke On The Water
- Jumpin
- Let's All Get Up!
- Livin In A Disco
- Long Train Running
- Love Is Your Name
- Love Song
- Love You Too
- Magdalena
- Makaroni
- Mas Que Nada
- Michael Jackson Is Not Dead
- My Fire
- No Corrida
- No Satisfaction
- On A Day
- Open Up Your Mind
- Perchon vi tappate la bocca
- Put On Your Red Shoes
- Qui Ritornera
- September
- Sleep All Day All Night
- So True
- Soul Bossa Nova
- Take Me Higher
- Take The Record, Daddy!
- Tell Me
- Tell Me Where You Are
- That's The Way
- The Love Album
- This Is The Voice!
- "To The Club" - UK #69[31]
- Up, Side, Jump!
- Viva La Discoteca
- Welcome You
- What Do You Feel Now?
- What Time Is It?
- What You Dream
- Wonderland Bee
- Work Your Body
- X-Treme
- Yo Quiero Un Chico
- Your Love Is Coming Down Over Me
- Your Night

## Remix
- Stars (X-Treme Remix), Roxette, 1999
- Dancemania 21, 2001
- Ti Prendo E Ti Porto Via (X-Treme Remix), Vasco Rossi, 2001
- L'Uomo Più Semplice (Spankox Remix), Vasco Rossi, 2013
- Periscope (fear. Skylar Grey) [Spankox Remix), Papa Roach, 2017